# Tour de l'URSS
Le Tour de l'URSS a été une compétition cycliste organisée en Union soviétique. Créée en 1937, l'épreuve sportive eut une périodicité irrégulière. Son nom lui-même est abandonné dans la dernière décennie de l'État soviétique. Déjà attributif du titre de Champion d'Union soviétique de grand fond, au cours des années 1950, il est à partir de 1974/1975 une des épreuves qui permet de décerner au lauréat l'un des nombreux titres de Champion d'URSS, celui de Champion d'Union soviétique de Course à étapes.

## Moscou-Kiev-Minsk-Moscou

### Le projet: 1936
Paris, 13 juillet 1936, journal L'Humanité, rubrique « sports » - Le Tour de France 1936 est en journée de repos sur les bords du Lac de Genève. Peu d'éléments à transcrire. Les journalistes du quotidien du Parti communiste français meublent une demi-page comme ils peuvent. L'un s'entretient du beau temps et de la pluie, avec Antonin Magne. L'autre intéresse le lecteur en lui faisant découvrir le Tour de France du Front populaire. L'autre demi-page rend compte des travaux du Conseil national de la FSGT. Reste un « pavé » en milieu de page :  Le Tour de l'URSS cycliste, écrit au temps futur : 2 341 kilomètres, 13 étapes, Les concurrents seront divisés en 2 groupes. Le premier courra sur des bicyclettes de course, le second groupe utilisera... des « vélos de route ». Des vitesses moyennes minimum seront imposées : 24 km/h, pour les coursiers, 20 km/h pour les vélos routiers. Une épreuve éliminatoire aura lieu le 26 juin, entre Leningrad et Moscou, doublée des épreuves du Championnat de l'URSS de cyclisme. Le but sera d'atteindre une centaine de coureurs.

### Le premier Tour de l'URSS (13 - 30 août 1937)
17 août 1937, journal L'Humanité, page des sports et programmes radio, revoilà le Tour de l'URSS cycliste. Si une annonce publicitaire placée opportunément sous les 24 lignes d'une colonne peu valorisée vante les « cycles International », l'adjectif ne s'applique pas au nouveau-né. Soviétiques sont les 128 coureurs au départ du périple de 2 594 kilomètres. Ils sont répartis en deux groupes inégaux : la catégorie « course » rassemble 106 sportifs, la catégorie « tourisme » (sic) réunit 22 concurrents avec les cycles du même tonneau. Dix-sept jours de courses, 3 jours de repos. La caravane, en rien publicitaire, regroupe 100 véhicules (cela semble un exploit) dédiés aux personnels et aux « arbitres ».
De « tour » de l'URSS la course n'en a que le nom. Trois Républiques fédératives sur les onze que compte alors l'URSS sont visitées par les coureurs :
- Partis de Moscou les coureurs vont plein sud, à Toula. ils obliquent sud-ouest pour Orel. Après ces deux étapes en République fédérative de Russie, ils gardent le même cap et s'arrêtent en
- Ukraine à Tchernigov, puis presque plein sud, ils font étape à Kiev. Ils remontent vers le nord et font escale en
- Biélorussie à Gomel, Mogilev, Minsk, et Vitebsk.
- retrouvant la Russie, plein est ils font arrêt Smolensk, Inukouny (?) et arrivent en fait à Moscou le 28 août à 3 heures 30 de l'après-midi[6].

### Un homme de fer? Mikhaïl Ivanovitch Rybaltchenko
Originaire d'Odessa où il est né en 1910, le vainqueur est âgé de 27 ans. Pratiquant le ski de fond, le cyclisme sur piste et sur route, Mikhaïl Rybaltchenko (uk) est un athlète protéiforme, adepte des longues distances. Selon ses biographes, il aurait en 1935, en compagnie de quatre coéquipiers du Dynamo de Kiev, accompli le trajet Odessa-Vladivostok à vélo de course....
Sa saison 1937 est une addition de performances :
- 340 kilomètres, en avril, pour une course entre Odessa - Nikolaev - Voznessenski - Odessa.
- 2 265 kilomètres pour remporter le premier Tour d'Ukraine, du 24 mai au 13 juin, en 87 heures, 52 minutes et 9 secondes.
- 2 594 kilomètres[7] du 12 au 28 août pour le premier tour de l'URSS, bouclé en 94 heures, 4 minutes et 58 secondes.
- Le 28 août 1937 est sans doute la date qui lui vaut d'enter dans la saga vélocipédique. Trois jours plus tard, la page sportive de L'Humanité renseigne ses lecteurs : « Rybaltchenko enlève brillamment le premier Tour de l'URSS cycliste ». Brillamment ? Le sociétaire de l'équipe Dynamo triomphe aussi au classement par équipes, après avoir été vainqueur de la plupart des nombreuses étapes[8].

Champion de l'Union soviétique, dans l'épreuve sur route, en 1938, Rybaltchenko, comme l'ensemble des sportifs soviétiques voit sa « carrière » sportive s'interrompre le 22 juin 1941

## 2eacte: Moscou - Kiev - Minsk - Leningrad - Moscou

### La course et son image
Par le biais du même journal français, le deuxième Tour cycliste de l'URSS trouve un écho durant l'été 1938. L'aire géographique de la compétition est encore limitée à l'URSS de l'ouest, mais elle s'étend vers le nord. Léningrad est inclus dans le parcours. La distance à parcourir s'allonge de 700 kilomètres, le nombre des étapes passe de 13 à 20.
Le 6 août 1938, le peloton de 125 coureurs, tous soviétiques, prend la route de Moscou pour Toula. Le seul vainqueur d'étape que cite la chronique est celui qui triomphe ce premier jour, Serebriakov, un étudiant âgé de 20 ans, élève de l'Institut industriel de Sverdlovsk. Un profil idéal pour populariser auprès des lecteurs occidentaux le sport soviétique. La classe ouvrière, jeune, moderne et avide de connaissances conquiert le « haut du pavé », dans une course dynamique, dans une discipline (le cyclisme) dont l'essor rappelle un Tour de France au faîte de sa popularité. Son équipe, Les métallurgistes de l'Orient, le nom même de son Université, qui fait référence à un des fondateurs du régime contribuent à la construction de l'image nommée Tour de l'URSS. Après le stakhanoviste Rybaltchenko, place aux jeunes techniciens. Mais ce n'est qu'un vainqueur d'une courte étape (166 km)...

### Nouvelle victoire pour le Dynamo
Trois mille deux cents kilomètres et 108 heures de pédalage plus tard, c'est un certain Denissov qui triomphe à Moscou. Une fois encore L'Humanité tient au courant ses lecteurs. Ceux-ci apprennent que la lutte a été chaude entre les deux principales équipes celle du Dynamo, à laquelle appartient le vainqueur, et celle du Spartak, emmenée par le challenger Boukriev. La société sportive Dynamo est la plus ancienne structure sportive créée après la Révolution d'Octobre. Le sport soviétique avait hérité des sociétés sportives mises en place avant 1917, mais dès la fin de la Guerre civile l'État prenait en main son organisation. Créé en 1920 le Conseil supérieur de la culture physique, dépendant de... la Direction principale de la préparation militaire, devient en 1923 un Conseil permanent près du Gouvernement. 1923, c'est aussi l'année de création de la société sportive Dynamo qui s'adresse aux membres de la milice. Mais étant seul sur le « marché », cette société sportive ne pouvait organiser, ni encadrer l'ensemble du mouvement sportif soviétique. En 1935 les membres des coopératives artisanales se regroupent dans une autre société, le Spartak. Chacune était omnisport, encourageait à la création de clubs locaux, d'infrastructures sportives. Le compte-rendu laconique résumant en peu de lignes le déroulement du deuxième Tour de l'URSS note précisément qu'une chose : « la rivalité des deux grands clubs ». Alors qu'en 1937, Rybaltchenko semblait inexpugnable, et anormalement seul, l'édition de 1938 marque la naissance du cyclisme de compétition routière, comme il se pratiquait dans le reste de l'Europe.
L'écart séparant le vainqueur de son second, chiffré en heures l'année précédente est en cet été 1938 de 31 minutes et 25 secondes. Le troisième accuse 36 minutes de retard sur le vainqueur. Une preuve supplémentaire de la normalisation de la course tient dans le fait du nombre important d'abandons. Partis 117 de Moscou, ils ne sont que 88 à revenir « au port ». Soit environ 25 % de « pertes ».
Un mois plus tôt, au Tour de France Gino Bartali avait distancé Félicien Vervaecke de 18 minutes et 27 secondes, et Victor Cosson de 29 minutes et 26 secondes. 55 des 96 partants avaient ralliés Paris, soit un déficit de 42 %.

## De l'après-guerre aux années 1970

### LeTour de l'URSSa-t-il existé?
À lire les différents « livres d'or » du cyclisme et du sport, il est à se demander si le Tour de l'URSS a existé... Hormis un annuaire belge consacré au vélo, qui publie de façon irrégulière des résultats concernant le cyclisme soviétique, les sources possibles sont à peu près muettes. Cela ne concerne pas uniquement le Tour de l'URSS, mais l'ensemble de l'activité cycliste à l'intérieur des quinze Républiques formant l'Union soviétique. Si on observe les magazines cyclistes français, le pointage relève quatre mentions : en 1973, 1975, 1985, et 1989. Les différents autres « tours cyclistes » sont cités régulièrement dans les récapitulations de fin d'année, pas celui de l'URSS qui demeure jusqu'en 1988 une course réservée aux coureurs soviétiques. Cela ne lui ôte pas son existence, ni sa fonction de dégager de la masse des cyclistes soviétiques des éléments qui vont « guerroyer » pacifiquement dès le printemps venu, sur les différentes routes d'Europe, d'Amérique et d'Afrique qui s'ouvrent à eux.

### L'itinéraire
En 1973, le correspondant spécial du journal L'Équipe date sa correspondance depuis la ville de Tallinn capitale de la république d'Estonie : « Cette année la course s'est déroulée entre Vilnius et Tallinn (...) Elle a emprunté les routes goudronnées et asphaltées du littoral de la Mer Baltique. » Ce détail le surprend plus que l'itinéraire dont il remarque que « ce plat pays, privé de montagnes n'a pas permis de vérifier les qualités de grimpeur des coureurs soviétiques. »
Il est peu aisé de savoir si ce parcours s'inscrit dans une rotation périodique du Tour de l'URSS hors de ses bases russes, ukrainiennes et biélorusses. Lorsqu'il reprend après la guerre, le parcours reprend les routes explorées en 1937-1938. Pour l'année 1953, le Tour pénètre plus profondément en Ukraine, puisqu'il fait étape à Kharkov. La ville industrielle abrite la principale usine productrice des vélos soviétiques. En onze étapes, de Moscou, via Kharkov, Kiev, Minsk, les coureurs retrouvent Moscou. En 1955, la boucle itinéraire est parcourue en sens inverse : Moscou-Minsk-Kiev-Kharkov-Moscou, en 15 étapes. Il en est de même en 1956. Pour les années 1957 et 1958, il est possible de connaître la course dans son détail.

## Le championnat d'URSS de course à étapes
Les informations sur le Tour de l'URSS, sont lacunaires durant la décennie 1970-1980. Le nom de l'épreuve semble disparaître à partir de 1977, et lorsque Sergueï Soukhoroutchenkov l'accroche à son palmarès en 1978 c'est sous le nom de Grand prix du « Journal socialiste de l'Industrie ». À partir de 1981, seule réapparait la mention du Championnat d'URSS des courses à étapes.

## Palmarès du Tour de l'URSS / Championnat d'Union soviétique de course à étapes
| Année       | Date départ Date arrivée                     | Distance | Temps             | Premier                                         | âge    | Deuxième                                    | Troisième                            | 1re du Classement par équipes |
| 1937        | 13 août 28 août                              | 2 534 km | 94 h 04 min 58 s  | Mikhaïl Rybaltchenko (Ukraine) Dynamo           | 27 ans | Verchinine Ministère Défense                | Tchistiakov Spartak de Moscou        | Dynamo                        |
| 1938        | 6 août 29 août                               | 3 200 km | 108 h 24 min 58 s | Nikolaï Denissov Dynamo                         |        | Vladimir Boukriev Spartak                   | Fiodor Tarachkov Dynamo              | Dynamo                        |
| 1939 à 1951 | Pas de compétition ou années non documentées |          |                   |                                                 |        |                                             |                                      |                               |
| 1952        |                                              | 1 372 km |                   | Kazis Parchaitis Lituanie (Dynamo)              | 32 ans |                                             |                                      | Dynamo                        |
| 1953        | 19 juin 5 juillet                            | 2 574 km |                   | Rodislav Tchizikov                              | 24 ans |                                             |                                      |                               |
| 1954        |                                              |          |                   | Rodislav Tchizikov                              | 25 ans |                                             |                                      |                               |
| 1955        |                                              | 2654 km  | 73 h 47 min 10 s  | Pavel Vostriakov                                | 25 ans | Vladimir Plotizin                           | Nikolaï Matvejev Estonie             |                               |
| 1956        |                                              | 2 603 km |                   | Viktor Kapitonov                                | 23 ans |                                             |                                      |                               |
| 1957        | 26 juin 7 juillet                            | 2 548 km | 70 h 27 min 59 s  | Yuri Koledov CSKA Moscou                        | 25 ans | Evgeni Nemitov                              | Nikolaï Sirotine CSKA Moscou         | CSKA Moscou                   |
| 1958        | 12 juin 26 juin                              | 2 053 km | 52 h 53 min 47 s  | Nikolaï Eschenko Ukraine                        |        | Viktor Romanov                              | Alexei Podjablonski                  | RSFSR Russie                  |
| 1959 à 1961 | Manque de documentation                      |          |                   |                                                 |        |                                             |                                      |                               |
| 1962        | 24 juin 7 juillet                            |          | 53 h 42 min 44 s  | Antas Vjaravas Estonie                          | 25 ans | Anatoli Olizarenko Leningrad                | Serguei Kholmogorov Russie           | Russie                        |
| 1963        | 2 août 10 août                               | 1 569 km | 39 h 44 min 00 s  | Antas Vjaravas Estonie                          | 26 ans | Adolf Liyuty Ukraine                        | Guennadi Lebediev Turkménie          | Moscou                        |
| 1964 à 1966 | Manque de documentation                      |          |                   |                                                 |        |                                             |                                      |                               |
| 1967        |                                              |          |                   | Gainan Saidschushin                             | 30 ans |                                             |                                      |                               |
| 1969        | 19 septembre 1er octobre                     |          | 48 h 25 min 20 s  | Alexandre Kulibin                               | 32 ans | Vladislav Koukharski                        | Ringolds Kalnenieks                  |                               |
| 1970 1971   | Manque de documentation                      |          |                   |                                                 |        |                                             |                                      |                               |
| 1972        | 15 octobre 26 octobre                        | 1 390 km | 42 h 01 min 17 s  | Ringolds Kalnenieks                             | 28 ans | Viktor Kirischenko                          | Alexandre Gussiatnikov               |                               |
| 1973        | Juin                                         | 1 499 km | 28 h 15 min 41 s  | Andris Jacobson (Lettonie) - (Sélection rurale) |        | Viktor Khrapov (Leningrad)                  | Alexandre Kraskov (Dynamo) - Moscou  | Dynamo de Moscou              |
| 1974        |                                              |          |                   |                                                 |        |                                             |                                      |                               |
| 1975        | septembre                                    | 1 700 km | 39 h 15 min 34 s  | Aavo Pikkuus (Estonie) - Dynamo                 | 22 ans | Nikolaï Tischkov Trud                       | Valeri Tchaplyguine Spartak          | Dynamo                        |
| 1976        | 10 octobre 22 octobre                        | 1 748 km | 39 h 18 min 04 s  | Alexandre Averine (RSFS-Russie - Kouibychev)    | 22 ans | Alexandre Gussiatnikov (Russie- Kouibychev) | Rinat Charafuline Russie- Kouibychev | (Russie-Kouibychev)           |
| 1977        |                                              |          |                   | Alexandre Kisliak. (Biélorussie)                | 22 ans |                                             |                                      |                               |
| 1978        |                                              |          |                   | Sergueï Soukhoroutchenkov Russie-Kouibychev     | 22 ans | Alexandre Averine                           | Alexandre Gussiatnikov               |                               |
| 1979        |                                              |          |                   |                                                 |        |                                             |                                      |                               |
| 1980        |                                              | 1 445 km | 35 h 53 min 17 s  | Ramazan Galaletdinov                            |        | Andreï Vedernikov                           | Youri Barinov                        |                               |
| 1981        | 26 septembre 6 octobre                       | 1 424 km | 34 h 11 min 53 s  | Viktor Demidenko                                | 19 ans | Vladimir Volochin                           | Oleh Petrovich Chuzhda               |                               |
| 1982        | 25 septembre 7 octobre                       | 1 420 km | 34 h 41 min 15 s  | Ivan Ivanov                                     | 22 ans | Alexandre Kulikov                           | Alexandre Zinoviev                   |                               |
| 1983        | 6 juillet 17 juillet                         |          | 34 h 33 min 28 s  | Vladimir Volochin                               | 23 ans | Sergueï Soukhoroutchenkov                   | Viktor Demidenko                     |                               |
| 1984        | 29 septembre 6 octobre                       | 1 270 km | 30 h 30 min 17 s  | Piotr Ugrumov                                   | 23 ans | Sergei Uslamin                              | Andreï Vedernikov                    |                               |
| 1985        | 27 septembre 7 octobre                       | 1 205 km | 30h 4 min 18 s    | Andreï Vedernikov                               | 26 ans | Ivan Romanov                                | Vladimir Poulnikov                   |                               |
| 1986        |                                              |          |                   | Vasyl Zhdanov                                   | 23 ans | Dimitri Konyshev                            | Oleh Petrovich Chuzhda               |                               |
| 1987        | 1er octobre 14 octobre                       | 1 605 km | 41 h 40 min 06 s  | Dimitri Konyshev                                | 21 ans | Sergueï Soukhoroutchenkov                   | Viatcheslav Ekimov                   |                               |
| 1988        | 3 octobre 16 octobre                         |          | 33 h 05 min 07 s  | Andrei Teteriouk                                | 22 ans | Dainis Ozols                                | Sergueï Soukhoroutchenkov            |                               |

## Quelques années en détail

### 1955 Moscou-Smolensk-Minsk-Kiev-Kharkov-Moscou
| étape | Parcours          | Distance | Vainqueur de l'étape  | leader de la course |
| 1     | Moscou-Gjiast     | 173 km   | Nikolaï Matvejev      | Nikolaï Matvejev    |
| 2     | Gjiast-Smolensk   | 225 km   | Evgeni Klevtzov       | Tchourilov          |
| 3     | Smolensk-Orcha    | 133 km   | Viktor Kapitonov      | Evgeni Klevtzov     |
| 4     | Orcha-Minsk       | 236 km   | A. Titov              | Karpov              |
| 5     | Minsk-Bobruisk    | 214 km   | Anatoli Tcherepovitch | Nikolaï Sirotin     |
| 6     | Bobruisk-Gomel    | 177 km   | A. Titov              | Nikolaï Sirotin     |
| 7     | Gomel- Tchernigov | 109 km   | Nikolaï Matvejev      | Nikolaï Sirotin     |
| 8     | Tchernigov-Kiev   | 149 km   | Tchourilov            | Nikolaï Sirotin     |
| 9     | Kiev-Lubny        | 199 km   | Pavel Vostriakov      | Pavel Vostriakov    |
| 10    | Lubny-Poltava     | 141 km   | Kalaschniikov         | Pavel Vostriakov    |
| 11    | Poltava-Kharkov   | 163 km   | Nikolaï Matvejev      | Pavel Vostriakov    |
| 12    | Kharkov - Koursk  | 228 km   | Vladimir Krioutschkov | Pavel Vostriakov    |
| 13    | Koursk-Orel       | 158 km   | Vladimir Krioutschkov | Pavel Vostriakov    |
| 14    | Orel-Toula        | 179 km   | Evgeni Klevtzov       | Pavel Vostriakov    |
| 15    | Toula-Moscou      | 172 km   | Nikolaï Kolumbet      | Pavel Vostriakov    |

### 1957 Moscou-Smolensk-Minsk-Kiev-Kharkov-Moscou
| étape | date        | Parcours          | Distance | Vainqueur de l'étape | leader de la course |
| 1     | 20 juin     | Moscou-Gjiast     | 172 km   | A. Bajadian          | Aikaram Bajadian    |
| 2     | 21 juin     | Gjiast-Smolensk   | 228 km   | Evgeni Klevtzov      | Yuri Koledov        |
| 3     | 22 juin     | Smolensk-Orcha    | 130 km   | Mikhaïl Kourbatov    | Yuri Koledov        |
| 4     | 23 juin     | Orcha-Minsk       | 226 km   | Evgeni Nemitov       | Yuri Koledov        |
| 5     | 25 juin     | Minsk-Bobruisk    | 217 km   | Nikolaï Sirotin      | Yuri Koledov        |
| 6     | 26 juin     | Bobruisk-Gomel    | 179 km   | Evgeni Nemitov       | Yuri Koledov        |
| 7     | 27 juin     | Gomel- Tchernigov | 110 km   | Yuri Koledov         | Yuri Koledov        |
| 8     | 28 juin     | Tchernigov-Kiev   | 141 km   | Nikolaï Sirotin      | Yuri Koledov        |
| 9     | 30 juin     | Kiev-Lubny        | 201 km   | Nikolaï Bobarenko    | Yuri Koledov        |
| 10    | 1er juillet | Lubny-Poltava     | 142 km   | Evgeni Klevtzov      | Yuri Koledov        |
| 11    | 2 juillet   | Poltava-Kharkov   | 164 km   | Nikolai Etschenko    | Yuri Koledov        |
| 12    | 4 juillet   | Kharkov-Koursk    | 224 km   | Evgeni Klevtzov      | Suri Koledov        |
| 13    | 5 juillet   | Koursk-Orel       | 158 km   | Yuri Koledov         | Yuri Koledov        |
| 14    | 6 juillet   | Orel-Toula        | 181 km   | Gainan Saidschushin  | Yuri Koledov        |
| 15    | 7 juillet   | Toula-Moscou      | 181 km   | Gainan Saidschushin  | Yuri Koledov        |

Le classement général final 1957
| rang | coureur             | équipe             | écart         |
| 1er  | Yuri Koledov        | ZSK MO             | -             |
| 2e   | Evgeni Nemitov      |                    | à 4 min 53 s  |
| 3e   | Nikolaï Sirotin     | ZSK MO             | à 14 min 57 s |
| 4e   | Evgeni Klevtzov     | ZSK MO             | à 16 min 01 s |
| 5e   | Anatoli Olizarenko  | Réserve du Travail | à 30 min 06 s |
| 6e   | Pavel Vostriakov    | Avant-Garde        | à 40 min 16 s |
| 7e   | Aikaram Bajadian    | (Arménie) Spartak  | à 49 min 39 s |
| 8e   | Anatoli Bolotin     | ZSK MO             | à 52 min 09 s |
| 9e   | Mikhaïl Kourbatov   | Torpedo            | à 54 min 31 s |
| 10e  | Gainan Saidschushin | Métal              | à 57 min 28 s |

### 1958 Minsk-Vilnius-Riga-Tallinn-Leningrad-Moscou
| étape | Parcours et République traversée            | Distance | Vainqueur de l'étape           | leader de la course |
| 1     | Minsk (Biélorussie)-Vilnius (Lituanie)      | 212 km   | Pavel Vostriakov (Leningrad)   | Pavel Vostriakov    |
| 2     | Vilnius - Kaunas (Lituanie)                 | 105 km   | Nikolaï Etschenko (Ukraine)    | Pavel Vostriakov    |
| 3     | Kaunas - Siauliai (Lituanie)                | 175 km   | Vladimir Krioutschkov (Russie) | Pavel Vostriakov    |
| 4(a)  | Siauliai - Riga (Lettonie) contre-la-montre | ?        | Nikolai Etschenko              |                     |
| 4(b)  | (en ligne)                                  | ?        | Pavel Vostriakov               | Nikolaï Etschenko   |
| 5     | Riga (Lettonie) -Pärnu (Estonie)            | 183 km   | Nikolaï Etschenko              | Nikolaï Etschenko   |
| 6     | Pärnu - Tallinn (Estonie)                   | 138 km   | Ants Adamson (Estonie)         | Nikola¨Etschenko    |
| 7     | Tallinn - Narva (Russie)                    | 226 km   | Alexei Podjablonski (Moscou)   | Nikolaï Etschenko   |
| 8     | Narva - Leningrad (Russie)                  | 150 km   | V. Kassak (Leningrad)          | Nikolaï Etschenko   |
| 9     | Leningrad - Novgorod (Russie)               | 177 km   | Pavel Vostriakov               | Nikolai Etschenko   |
| 10    | Novgorod - Valdi (Russie)                   | 140 km   | A. Obolenski (Russie)          | Nikolaï Etschenko   |
| 11    | Valdi - Kalinin (Russie)                    |          | Arkadi Amatuni (Ukraine)       | Nikolaï Etschenko   |
| 12    | Kalinin - Moscou                            |          |                                | Nikola Etschenko    |

Le classement général final 1958
| rang | coureur             | équipe          | écart         |
| 1er  | Nikolaï Etschenko   | RSS Ukraine     |               |
| 2e   | Viktor Romanov      | Leningrad       | à 3 min 31 s  |
| 3e   | Alexei Podjablonski | Moscou          | à 5 min 54 s  |
| 4e   | Filipov             | RSFS Russie     | à 8 min 39 s  |
| 5e   | Nikolaï Sirotin     | Moscou          | à 8 min 41 s  |
| 6e   | Nikolaï Bobarenko   | RSRS Russie     | à 13 min 41 s |
| 7e   | Vasilievski         | RSS Biélorussie | à 15 min 57 s |
| 8e   | Bobtin              | Moscou          | à 17 min 20 s |
| 9e   | V. Volkov           | RSS Ukraine     | à 19 min 34 s |
| 10e  | Romanov II          | RSFS Russie     | à 21 min 57 s |

### 1962 Ukraine
| étape | Parcours              | Distance | Vainqueur de l'étape         | leader de la course |
| 1     | Kiev-Jitomir          | 136 km   | Ants Väravas (Estonie)       |                     |
| 2     | Jitomir-Rivne         | 186 km   | Ants Väravas (Estonie)       |                     |
| 3     | Rivne-Lviv            | 215 km   | Serguei Kholmogorov (Russie) |                     |
| 4     | Lviv-Stryï            | 137 km   | Arkadi Amatuni (Ukraine)     |                     |
| 5     | Stryï-Moukatchevo     | 157 km   | Olavi Ulm (Estonie)          |                     |
| 6     | Moukatchevo-Rakhiv    | 196 km   | Adolf Liyuty (Ukraine)       |                     |
| 7     | Rakhiv- Stanislav     | 146 km   | Arkadi Amatuni (Ukraine)     |                     |
| 8     | Stanislav-Tchernivtsi | 146 km   | Ants Väravas (Estonie)       |                     |
| 9     | Ternopil-Vinnitsa     | 240 km   | Arkadi Amatuni (Ukraine)     |                     |
| 10    | Vinnitsa-Bila Tserkva | 180 km   | Biryukov (Géorgie)           |                     |
| 11    | Bila Tserkva-Kiev     | 135 km   | Ants Tombak (Lettonie)       |                     |

Le classement général final 1962
| rang | coureur             | équipe      | écart        |
| 1er  | Ants Väravas        | RSS Estonie |              |
| 2e   | Anatoli Olizarenko  | Leningrad   | à 3 min 48 s |
| 3e   | Serguei Kholmogorov | RSFS Russie | à 4 min 09 s |
| 4e   | Romashov            | RSFS Russie | à 4 min 15 s |
| 5e   | Arkadi Amatuni      | RSS Ukraine | à 5 min 13 s |
| 6e   | A. Abdalov          | Moscou      | à 7 min 24 s |
| 7e   | Ants Adamson        | RSS Estonie | à 7 min 37 s |
| 8e   |                     |             |              |
| 9e   |                     |             |              |
| 10e  |                     |             |              |

### 1963 Moscou-Kharkov-Moscou
Le classement général final 1963
| rang | coureur                 | équipe         | écart        |
| 1er  | Ants Väravas            | RSS Estonie    |              |
| 2e   | Adolf Liyuty            | RSS Ukraine    | à 43 s       |
| 3e   | Guennadi Lebediev       | RSS Turkménie  | à 1 min 50 s |
| 4e   | Nikolaï Grebenchtchikov | RSS Kazakhstan | à 2 min 00 s |
| 5e   | A. Abdalov              | Moscou         | à 2 min 14 s |
| 6e   | Aleksandr Pavlov        | RSS Lettonie   | à 3 min 08 s |
| 7e   |                         |                |              |
| 8e   |                         |                |              |
| 9e   | Kalju Koch              | RSS Estonie    | à 4 min 08 s |
| 10e  |                         |                |              |